# Канторович, Лев Ефимович
Лев Ефимович (Хаимович) Канторович (26 сентября 1922, Вызна, Белорусская ССР) — советский график. Основные направления творчества — художественное оформление, прикладная графика.

## Биография
В 1951 окончил Харьковский художественный институт. С момента окончания работал в Харькове в Украинском отделении Всесоюзной торговой палаты. Одновременно в издательстве «Изоискусство и музлитература».
Участник республиканских (с 1951), зарубежных (1959), всесоюзных (с 1963) художественных выставок.
Создавал товарные знаки для предприятий Украины, в частности, для промышленного комбината «Станіслав»; этикетки и упаковки для промышленных товаров.

## Плакаты
- «Мир переможе війну», 1951;
- «За пакт миру»; 1951;
- «31 серпня — день шахтаря», 1969;
- «Ленінському комсомолу — слава!», 1970;
- «Народ і партія — єдині!»; 1970;
- «Слався, Вітчизно!», 1975;
- «Свободу народу Чилі!», 1976.

## Комментарии
1. ↑  Ныне — Красная Слобода в Солигорском районе Минской области, Белоруссия.